# Calluga purpurea
Calluga purpurea är en fjärilsart som beskrevs av W. Warren 1897. Calluga purpurea ingår i släktet Calluga och familjen mätare. Inga underarter finns listade i Catalogue of Life.